# Hyannis (Nebraska)
Hyannis è un villaggio (village) e il capoluogo della contea di Grant nel Nebraska, negli Stati Uniti. La popolazione era di 182 abitanti al censimento del 2010. Si trova in posizione centrale nella vasta, unica e remota regione di praterie conosciuta come Sandhills of Nebraska, all'incrocio di due autostrade statali del Nebraska: la NSH 61 che passa da nord a sud, e la NSH 2, che scorre da est a ovest.

## Geografia fisica
Secondo l'Ufficio del censimento degli Stati Uniti, ha una superficie totale di 0,52 mi² (1,35 km²).

## Storia
Hyannis è stata fondata nel 1888, quando il tracciato della Chicago, Burlington and Quincy Railroad venne esteso nei dintorni. Il nome della località gli fu dato da un dirigente della ferrovia, che prese ispirazione dall'omonima città nel Massachusetts.

## Società

### Evoluzione demografica
Secondo il censimento del 2010, la popolazione era di 182 abitanti.